# 武圣宫镇
武圣宫镇，是中华人民共和国湖南省益阳市南县下辖的一个乡镇级行政单位。

## 行政区划
武圣宫镇下辖以下地区：
南阳社区、德丰村、岁丰村、同丰村、联丰村、百万村、东堤村、永和村、禹贡村、唐家村、学家村、天伏村、太白村、勇敢村、东美村、兴隆村、伏星村、德星村和安南村。